# Tit Juvenci (tribú)
Tit Juvenci (en llatí Titus Juventius) va ser un militar romà del segle ii aC. Formava part de la gens Juvència, una antiga gens romana d'origen plebeu originària de Tusculum.
Va ser tribú militar l'any 197 aC, i va morir en combat, lluitant fins al final, en la batalla en què el cònsol Quint Minuci Ruf va ser derrotat pels gals cisalpins en un lloc situat al nord de la península d'Itàlia.